# Svetlanovskoïe
Svetlanovskoïe est un okroug municipal sous la juridiction de Saint-Pétersbourg dans le district de Vyborg.